# Трипалладийплутоний
Трипалладийплутоний — бинарное неорганическое соединение
палладия и плутония
с формулой Pd3Pu,
кристаллы.

## Получение
- Сплавление стехиометрических количеств чистых веществ:

{\displaystyle {\mathsf {3Pd+Pu\ {\xrightarrow {1500^{o}C}}\ Pd_{3}Pu}}}

## Физические свойства
Трипалладийплутоний образует кристаллы
кубической сингонии,
пространственная группа P m3m,
параметры ячейки a = 0,4077÷0,4119 нм, Z = 1,
структура типа тримедьзолота AuCu3
.
Соединение конгруэнтно плавится при температуре ≈1500°С (≈1350°С)
и имеет широкую область гомогенности 72÷78 ат.% палладия .
При температуре 20,5 К (24 К , 24,6 К ) переходит в антиферромагнитное состояние 